# Adré
Adré is een kleine stad, gelegen in het oosten van Tsjaad, slechts 400 meters van de grens met Soedan. Het is de hoofdstad van het departement Assoungha in de Ouaddaï regio. De stad wordt bediend door de luchthaven Adré.

## Demografie
| Jaar | Inwoners |
| ---- | -------- |
| 1993 | 8.783    |
| 2008 | 12.571   |